# Pomník T. G. Masaryka (Karlovy Vary)
Pomník T. G. Masaryka v Karlových Varech stojí na pěší zóně v centru města na nároží ulic T. G. Masaryka a Dr. Davida Bechera. Pochází z roku 2007, autorem díla je karlovarský rodák, akademický sochař Jan Kotek.

## Historie
Prezident Tomáš Garrigue Masaryk pobýval v lázních v Karlových Varech v letech 1923–1933 celkem osmkrát. Rád zde vyjížděl na koni nebo vycházel do okolních lesů. Častým cílem jeho výletů byla lesní restaurace Svatý Linhart, kde se 28. července 1924 zapsal do pamětní knihy hostů.
Na památku prezidentových pobytů, ale nejen toho, se karlovarští radní usnesli na zhotovení pomníku. O realizaci a umístění bylo rozhodnuto na konci roku 2005. Pomník měl být předán veřejnosti při výročí prezidentova narození v  březnu roku 2007.
Radní původně chtěli získat Masarykův pomník za přibližně jeden milion korun od města Mělník, které vlastní sádrový odlitek Masarykovy sochy sochaře Vincenta Makovského z roku 1936 spolu s povolením zhotovit z odlitku pět bronzových soch. Nakonec ale k dohodě nedošlo, mělničtí radní použití odlitku na novou sochu nepovolili.
Město Karlovy Vary poté rozhodlo o zhotovení vlastní sochy. Pro vypracování díla byl osloven akademický sochař Jan Kotek (*1956 Karlovy Vary). Studii umístění vypracoval karlovarský architekt Břetislav Kubíček.
Socha byla odlita v umělecké slévárně v Horní Kalné u Vrchlabí na Trutnovsku. Slavnostní odhalení pomníku proběhlo 15. září 2007 při příležitosti 70. výročí Masarykova úmrtí. Kromě autora se slavnosti zúčastnili zástupci města Karlovy Vary a Karlovarského kraje. Rovněž byla přítomna Masarykova pravnučka Charlotta Kotíková, kurátorka moderního umění v Brooklyn Museum v New Yorku. Dále se zúčastnili tehdejší místopředseda senátu Petr Pithart a další politici.
Město Karlovy Vary za pomník zaplatilo zhruba 2,5 milionu korun.

## Popis
Autor řešil dílo komorně vzhledem k okolnímu prostoru. Jde o bronzovou figurální plastiku v nadživotní velikosti o výšce 2,4 metru. Státník je znázorněn prostovlasý, oděný ve společenský oděv s kravatou. V levé ruce drží popsaný list papíru, pravou má přiloženou na klopě. Postava je umístěna na žulovém podstavci oválného půdorysu.
Socha je podle některých znalců pojata jako příliš subtilní. Autorova snaha byla vyjádřit osobnost Tomáše Garrigua Masaryka s důrazem na jeho morální kvality, s velkým důrazem na jeho životní asketismus, vnitřní kázeň a vše, co tyto pojmy obnášejí.

### Nápis
Pomník původně neměl nápis, pouze na nízkém bronzovém soklu byla vyvedena faksimile Masarykovy signatury. Přesto se často mnozí, převážně ruští návštěvníci města domnívali, že jde o zpodobnění V. I. Lenina. Aby se u důstojného místa věnovaného výjimečné osobnosti českých dějin zabránilo dalším matoucím reakcím, nechalo město Karlovy Vary 13. června 2012 na podstavec dodatečně osadit bronzový nápis se jménem a daty narození a úmrtí prezidenta:
7. 3. 1850 TOMÁŠ GARRIGUE MASARYK 14. 9. 1937

Nápis byl vytvořen podle návrhu autora pomníku. Písmena byla odlita opět v umělecké slévárně v Horní Kalné. Tyto dodatečné úpravy si vyžádaly kolem 100 000 korun.